# Kirchstockach
Kirchstockach ist ein Ortsteil der Gemeinde Brunnthal im oberbayerischen Landkreis München. 

## Geographie
Das Kirchdorf liegt circa eineinhalb Kilometer nördlich von Brunnthal.

## Geschichte
Kirchstockach, ursprünglich Stockach, wird im 11. Jahrhundert erstmals in den Traditionen des Klosters Tegernsee genannt, wo zwischen 1008 und 1017 der Edle Ratport sein Erbgut in Stockach mit allem Zubehör dem Kloster schenkt. Ab 1315 ist in Stockach eine Kirche erwähnt.

## Baudenkmäler
- Katholische Filialkirche St. Georg

## Bodendenkmäler
Siehe: Liste der Bodendenkmäler in Brunnthal